# Pati Núñez
Patrícia Núñez Salmerón, més coneguda amb el nom de Pati Núñez (Figueres, Alt Empordà, 25 de març de 1959) és una dissenyadora gràfica catalana.
Va néixer el 1959 a la ciutat de Figueres, població situada a la comarca de l'Alt Empordà. L'any 1962 la seva família va traslladar-se a Barcelona, on estudià disseny gràfic a l'Escola Eina, graduant-se l'any 1978. Sòcia del Foment de les Arts i el Disseny (FAD) des d'aquell any, n'ha estat membre de l'equip directiu en les etapes 1978-1982 i 1996-1997.
Inicià les seves activitats en el disseny gràfic l'any 1979, obrint el seu propi estudi de disseny el 1985, fusionant-se l'any 1992 amb "AD Associate Designers". El 1995 creà "Pati Núñez Associats", empresa especialitzada en imatge corporativa, imatge de producte i campanyes de comunicació gràfica i els seus treballs per a Vinçon i el logotip d'Otto Zutz han estat obres seves emblemàtiques.
Al llarg de la seva carrera ha guanyat les edicions 1983, 1985, 1986, 1988, 1992, 1994, 1996 i 1999 dels Premis Laus, creats pel FAD. L'any 2006 fou guardonada amb el Premi Nacional de Cultura, concedit per la Generalitat de Catalunya, per la seva aportació innovadora en el disseny d'identitats corporatives, imatges de producte i campanyes gràfiques de comunicació al llarg de vint anys. L'any 2007 va guanyar el Premio Nacional de Diseño. El març de 2023, va ser una de les personalitats homenatjades per l'Ajuntament de Barcelona en la campanya Ciutat de Dones.
El Museu del Disseny de Barcelona conserva una mostra dels dissenys de Pati Núñez. Així mateix, va ser una de les dissenyadores presents a l'exposició Som aquí. Les dones en el disseny 1900-avui, organitzada per aquest museu el 2023, que recuperava les dissenyadores pioneres dels anys 1960, 1970 i 1980 a Catalunya.